# Digitaria subsulcata
Digitaria subsulcata är en gräsart som beskrevs av Robyns och Van der Veken. Digitaria subsulcata ingår i släktet fingerhirser, och familjen gräs. Inga underarter finns listade i Catalogue of Life.